# St. Heribert (Hallenberg)

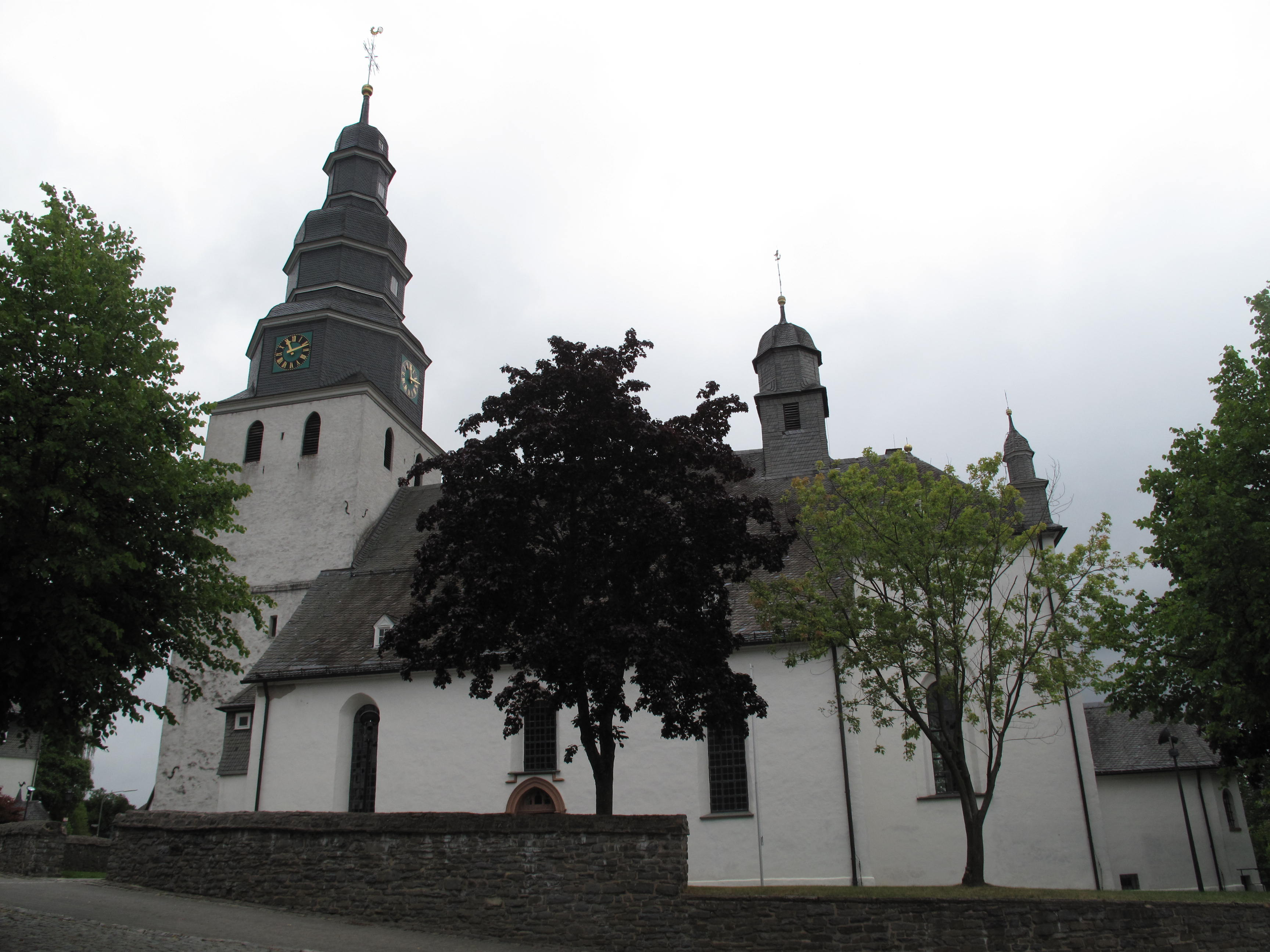
St. Heribert, Hallenberg

Grundrisszeichnung

Die St.-Heribert-Kirche in Hallenberg im Hochsauerlandkreis ist eine römisch-katholische Pfarrkirche, deren Entstehung ins 13. Jahrhundert zurückreicht. Trotz zahlreicher Brände, die dem Gebäude zum Teil erheblich zugesetzt haben, besteht die Kirche im Wesentlichen in ihrer ursprünglichen Form.

## Geschichte und Entwicklung

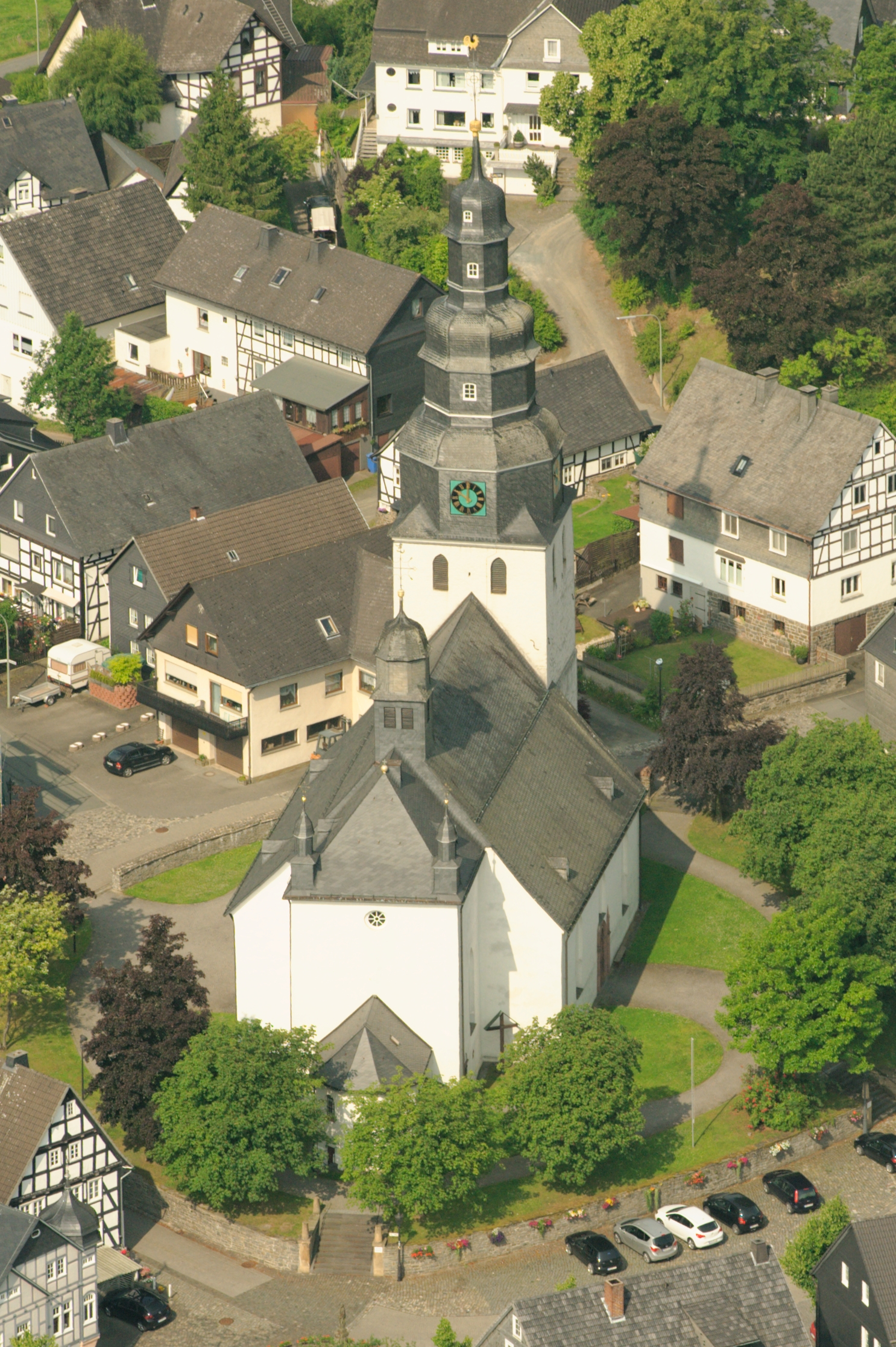
Luftaufnahme von der Kirche

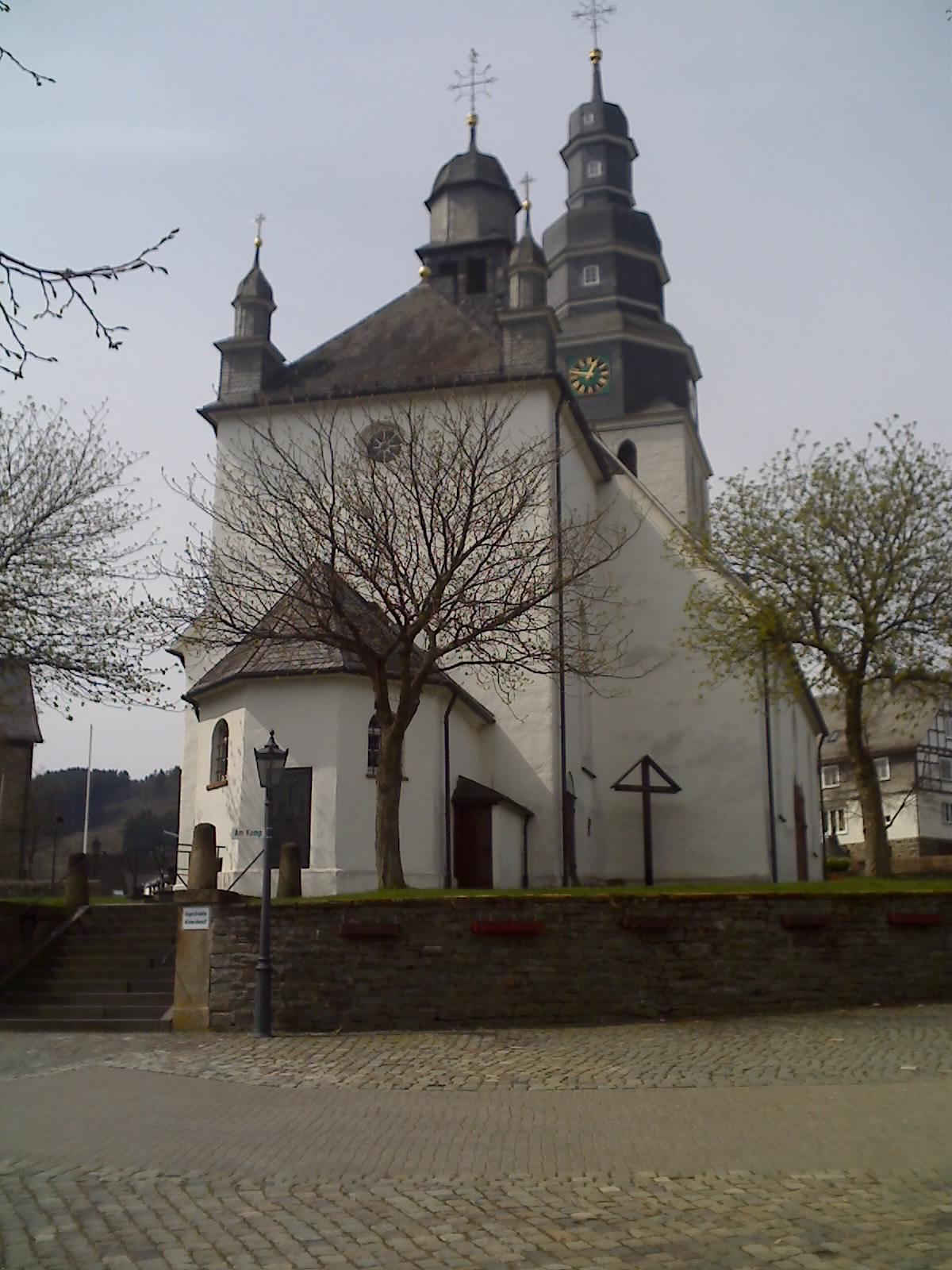
Pfarrkirche St. Heribert von Osten gesehen

Die Abtei Deutz hatte im 12. Jahrhundert auf ihrem Hof Merklinghausen östlich vom heutigen Stadtkern eine dem heiligen Heribert, dem Gründer der Abtei, geweihte Kapelle erbaut. Diese erhielt im 13. Jahrhundert Pfarrrechte. Um die Mitte des 13. Jahrhunderts ging dieser Hof in den Besitz des Kölner Erzbischofs über, der darauf die Stadt Hallenberg als Grenzfestung gegen Hessen und Wittgenstein errichtete. Die bald nach Gründung der Stadt entstandene Stadtkapelle Sankt Nicolai und Katharina wurde im 14. Jahrhundert Pfarrkirche, indem man die Pfarrgerechtsame und das Patrozinium der Merklinghäuser Kirche auf sie übertrug. Deshalb lag auch das Patronatsrecht beim Abt von Deutz der es auch noch im Jahr 1800 besaß. Zu Ende des 16. Jahrhunderts hatte das Kloster während der Zeit der Gegenreformation Schwierigkeiten, einen Pfarrer zu stellen, so dass zeitweise die Glindfelder Kreuzherren einen ihrer Mitbrüder als Pastor nach Hallenberg schickten.
Unter den Stadtbränden, durch welche die Kirche stark beschädigt wurde, war der schlimmste der vom Jahr 1519. Unabhängig davon wurde der quadratische Turm im Westen der Kirche 1708/09 auf einem alten Sockel neu errichtet. Abgeschlossen wird er von einer dreifach gestuften, achtseitigen Barockhaube, einem Werk des Hallenberger Meisters Konrad Hesse, der auch Arbeiten in Eversberg, Wormbach und Hesborn durchführte. Über den beiden Ecken des Chors finden sich auf dem Kirchendach kleinere Entsprechungen des Hauptturmes. Die quadratische Grundfläche des Turms ist nur wenig kleiner als die Grundfläche des Chors und ist etwa 6 Meter mal 6 Meter groß.
Die Kirche besitzt eine umfangreiche historische Pfarrbibliothek mit Werken ab dem 16. Jahrhundert mit Schwerpunkt auf Werken aus dem 18. Jahrhundert.

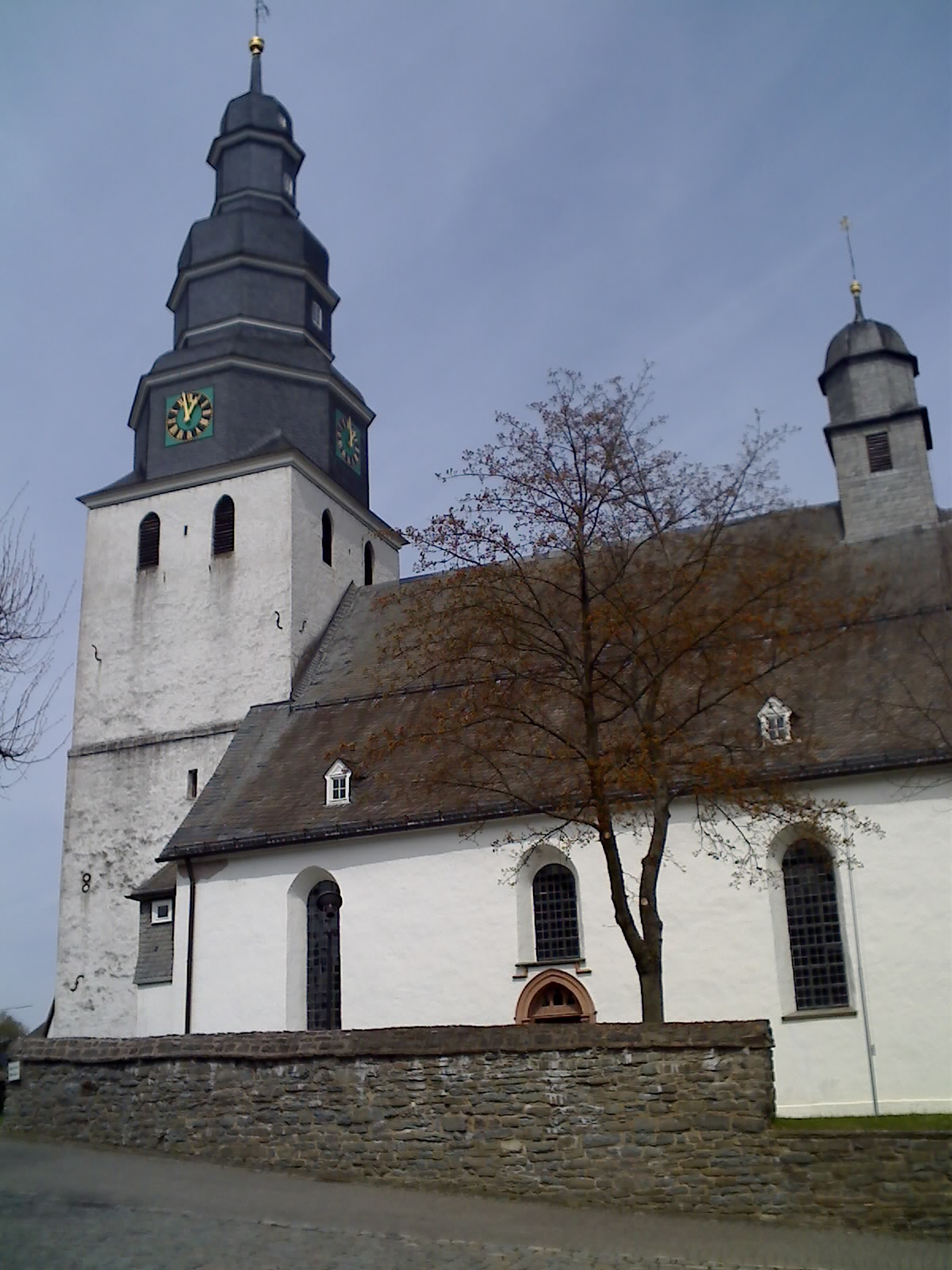
Pfarrkirche St. Heribert von Süden gesehen

### Kirchengebäude
Die Kirche ist eine geostete Hallenkirche mit drei Jochen und hat ein Mittelschiff und zwei Seitenschiffe. Östlich schließt sich der quadratische Chor an. Er ist ein wenig nach Norden geneigt und soll in seiner Symbolik den Tod Jesu Christi verkörpern („Er neigte sein Haupt und starb“, Joh 19,30 ). Neben dem Chor befand sich bis 1860 eine Sakristei, die als Schulbau diente. Sie wurde ersetzt durch einen Anbau in Verlängerung des Chors. Aus dem 19. Jahrhundert (das Nordportal ist datiert auf 1857) stammen die beiden Eingänge im Norden und im Süden der Kirche. Das Material der Mauer ist aus Bruchstein mit aufgetragenem weißen Putz. Das Dach ist mit Schiefer gedeckt. Für Besucher ist die Kirche vom Turm her geöffnet, das Hauptschiff aber durch ein schmiedeeisernes Gitter (1983 erstellt) verschlossen. Die Wandmalereien der Kirchen waren im Juli 2010 Denkmal des Monats in Westfalen-Lippe.

### Kircheninneres

#### Raumaufteilung und Wandbemalung
Auf im Verhältnis zur Größe des Mittelschiffs (18,50 Meter mal 15 Meter) vier mächtigen Rundpfeilern stützen sich Kreuzgratgewölbe in gotischer Spitzbogenmanier ab. Der Umfang der Pfeiler beträgt etwa 4,50 Meter. Der Fußboden ist von Westen nach Osten hin leicht geneigt. In der Mitte befindet sich im Osten der Chor (6,20 Meter mal 6,20 Meter) mit dem Hauptaltar, umgeben von halbrunden Mauernischen in den beiden Seitenschiffen mit jeweils einem Seitenaltar.
Eine Seltenheit in Westfalen ist die fast vollständig erhaltene, stilistisch der Renaissancezeit zuzuordnende Bemalung der Wände, ausgeführt in Secco-Technik. Sie stammt aus dem Jahr 1558 und war lange Zeit übertüncht, 1880 wiederentdeckt und beschrieben. Erst 1962 war es technisch möglich, eine Freilegung und dauerhafte Restaurierung vorzunehmen. An hervorragender Stelle zu nennen ist eine über 3 Meter große Figur des Goliath am nordöstlichen Pfeiler, dem auf dem nordwestlichen Pfeiler ein ebenfalls über 3 Meter großer David gegenübersteht. Daneben sind Apostel mit Credo-Versen zu sehen.

#### Altäre
Kirchenheiliger ist der heilige Heribert. Kirchweihfest ist der 16. März. Für das Jahr 1474 ist ein Kreuzaltar nachweisbar, 1520 ein Heribertaltar sowie 1539 ein Nikolausaltar. 1666 erhielt der Maler Antonius Windrack aus Hildesheim den Auftrag, die drei Altäre neu zu bemalen.
Heute befindet sich ein hölzerner barocker Hochaltar im Chor. Der vorher dort stehende Renaissancealtar wurde abgebaut und in der Merklinghauser Kapelle wieder aufgestellt, wo er heute noch zu sehen ist. Jener stellt die Heilige Dreifaltigkeit dar, die von Engeln angebetet wird. Im Zentrum sieht man ein Bild der Himmelfahrt Mariens. Davor sind angeordnet Figuren des heiligen Petrus als Stadtpatron, des heiligen Heribert von Deutz als Kirchenpatron und der heiligen Barbara als Beschützerin vor Feuersbrünsten.
Am Eingang zum Chor befinden sich vier Holzplastiken. Einmal sind dies zwei Heiligenfiguren aus dem 16. Jahrhundert (Nikolaus und Bonifatius). Aus dem Jahr 1744 stammen die beiden Figuren des heiligen Josef und des heiligen Antonius von Padua.
Im nördlichen Seitenschiff befindet sich in der Wandnische ein Marienaltar. Er wurde zwischen 1785 und 1788 vom Bildhauer A. Destadt und dem Schreiner Th. Grobell angefertigt. Beide stammten aus Schmallenberg. Bemalt wurde der Altar von dem Arnsberger Maler K. J. Hahn.
Weitere Figuren in diesem Seitenschiff sind eine spätgotische Eichenplastik, der „Schmerzensmann“ (um 1500) sowie die heilige Agnes.
Im südlichen Seitenschiff ist der Kreuzaltar aufgebaut. Er wurde von denselben Künstlern wie der Marienaltar angefertigt. Im Zentrum findet man Christus am Kreuz, neben ihm die beiden anderen Gekreuzigten. Außerdem befindet sich dort eine Darstellung der heiligen Veronika mit dem Schweißtuch Christi. Unter der Kreuzigungsgruppe sieht man eine gotische Pietà aus dem Jahr 1420, aus Lindenholz gefertigt. Eine weitere Holzplastik stellt den heiligen Johannes Nepomuk, den Patron des Beichtgeheimnisses, dar. Über dem südlichen Türportal befindet sich die Büste eines Bischofs, vermutlich des heiligen Heribert, und in Richtung Westen ist der heilige Aloysius, Patron der Studenten, platziert.
Im Mittelschiff ist eine Doppelmadonna im Strahlenkranz aufgehängt, eine Stiftung des Hallenberger Pastors J. B. Pöllmann aus dem Jahr 1666.

#### Glocken
Beim Brand von 1519 waren alle Glocken zerschmolzen. 1522 wurden dafür Ersatzglocken gegossen von Meister Curd von Homberg. Für 1544 sind diese als Nonaglocke, als Vesperglocke sowie als große Glocke überliefert. Diese wurde etwa ab 1600 als eine Sturm- und Brandglocke genutzt. Um diese Zeit wurde eine besondere Uhrglocke in Gießen gegossen. Diese stand zunächst hinter dem Hauptaltar im Chor, wurde aber schon bald „propter strepitum“ (wegen des Lärmens) in den Turm geschafft. 1742 und 1757 wurden zwei weitere Glocken angeschafft.
Auf dem Glockenturm befanden sich um 1950 zwei Glocken, die 1726 vom Glockengießer Gottfried Lapaix gegossen wurden. Sie wogen 800 Kilogramm und 500 Kilogramm. Zwei weitere, kleinere Glocken, von denen die größere 300 Kilogramm wog und die kleinere 1821 von Josef Greve aus Meschede gegossen worden war, wurden im Zweiten Weltkrieg eingeschmolzen.

#### Orgel

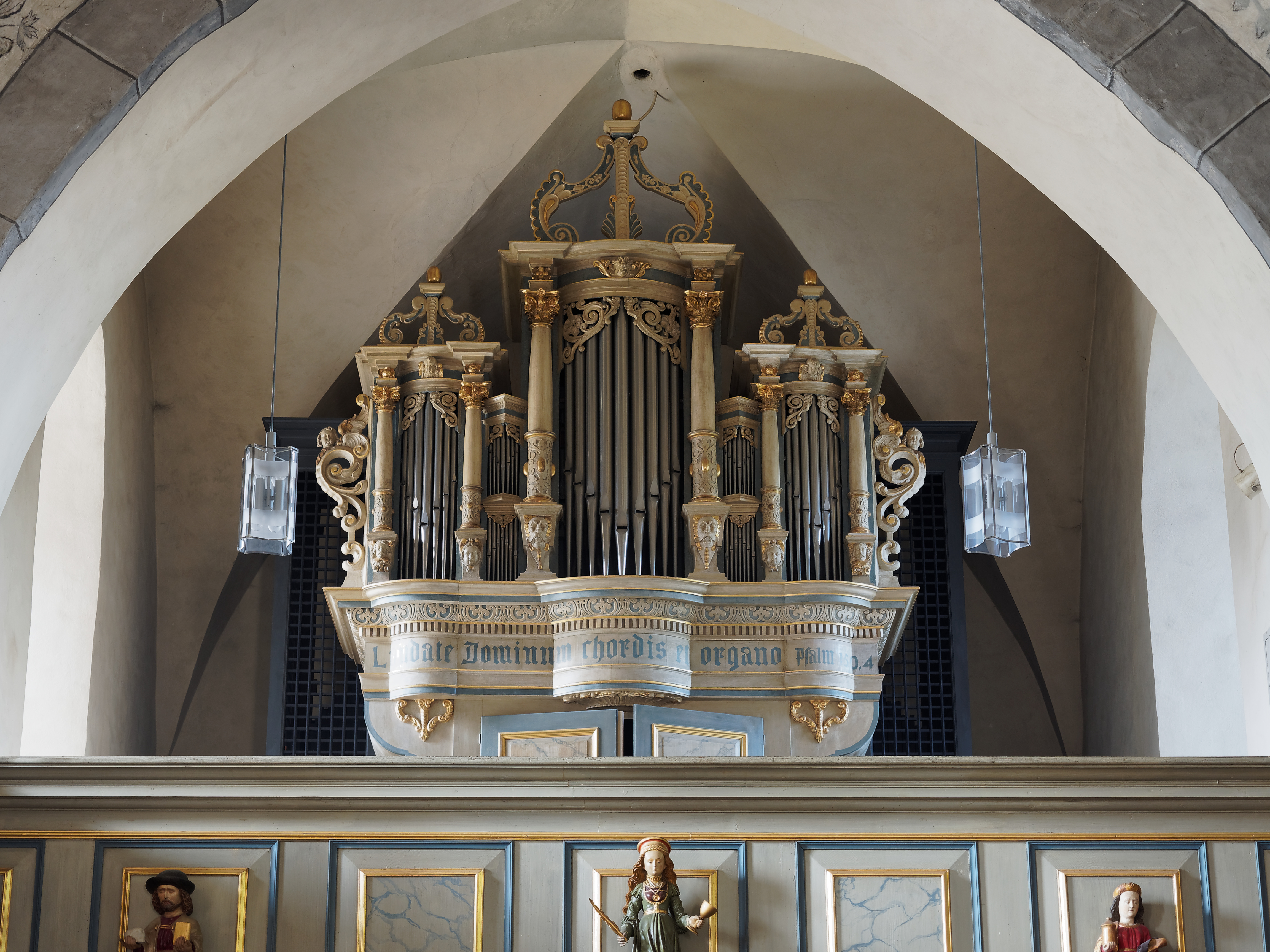
Orgel mit der Inschrift „Laudate Dominum chordis et organo Psalm 150,4“

Erstmals überliefert ist die Existenz einer Orgel für das Jahr 1601. Die jetzige Orgel wurde um das Jahr 1635 errichtet und stammt wahrscheinlich aus der Werkstatt der westfälischen Orgelbauerfamilie des Arnold Bader. 1974 wurde sie von der Firma A. Tombusch aus Ascheberg wiederhergestellt. Unterhalb des Pfeifenwerks findet sich die Inschrift „Laudate Dominum chordis et organo“ (Psalm 150,4 ) (Deutsch: ‚Lobet den Herrn mit Saiten und mit Orgel‘). Das Orgelwerk besteht aus 18 Registern und enthält 1480 Pfeifen, von denen 110 aus Holz sind.

#### Sonstiges
Ein Marienbild wurde 1666 vergoldet, vermutlich dasjenige, das 1771 als Bild der gnadenreichen Mutter Gottes auf dem Nikolausaltar überliefert ist.
Eine Kanzel aus dem Jahr 1785 aus Holz ist am südöstlichen Hauptpfeiler angebracht. Außen befestigt sind die vier Evangelisten mit ihren Symbolen. Beichtstühle und Kommunionbank stammen aus dem Jahr 1850.
Der Taufstein aus Sandstein wird in die Zeit um 1670 datiert. Er hat eine Kelchform, ist achtseitig, und steht neben dem Kreuzaltar.

### Näheres Umfeld

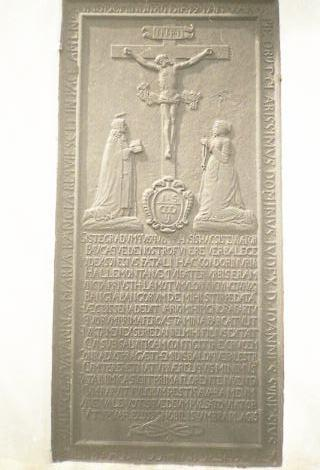
Grabplatte des Richters Johannes Synesius

Der Pfarrkirchhof lässt sich 1615 nachweisen. Offensichtlich wurden die Toten zusätzlich auf einem neben der nahegelegenen Merklinghäuser Kapelle gelegenen Friedhof beerdigt, wie eine Nachricht aus dem Jahr 1744 belegt. Noch heute besteht dort ein Friedhof mit alten Grabsteinen.
Östlich der Pfarrkirche befindet sich der sogenannte Petrusbrunnen, wie man schon auf dem Katasterblatt von 1831 erkennen kann.
An der Ostwand der Sakristei war bis etwa 1960 eine Sandsteintafel für den 1692 verstorbenen Bürgermeister Anton Schnorbusch und für dessen 1665 verstorbenen gleichnamigen Vater angebracht. Sie hatte eine Höhe von 2,12 Meter und eine Breite von 95 Zentimetern. Sie wurde von dort entfernt und liegt mittlerweile zerbrochen bei der Merklinghäuser Kapelle. Eine zweite gusseiserne Grabplatte für den 1686 verstorbenen Hallenberger Richter Johannes Synesius und dessen Ehefrau Anna Maria Bange steht aufrecht am östlichen Ende der Pfarrkirche. Sie hat eine Höhe von zwei Metern und eine Breite von einem Meter.